# Elsinoë oleae
Elsinoë oleae är en svampart som beskrevs av Ciccar. & Graniti 1959. Elsinoë oleae ingår i släktet Elsinoë och familjen Elsinoaceae.   Inga underarter finns listade i Catalogue of Life.